# Јорданка Донкова
Јорданка Љубчова Донкова (буг. Йорданка Любчова Донкова; 28. септембар 1961) бивша је бугарска атлетичарка. На великим такмичењима освојила је 13 медаља, од којих су две олимпијске.
Донкова је пет пута постављала светски рекорд на 100 метара са препонама. Њен пети светски рекорд од 12,21 постављен 1988. године био је актуелан скоро 28 година док га 2016. није оборила Кендра Харисон.
Њен син је бугарски фудбалер Живко Атанасов.

## Светски рекорди
- 12,36 — 13. август 1986. (изједначен рекорд Гражине Рапштин)
- 12.35 — 17. август 1986.
- 12,29 — 17. август 1986.
- 12,26 — 7. септембар 1986.
- 12,21 — 20. август 1988. (до 22. јула 2016)